# Jerome Adams

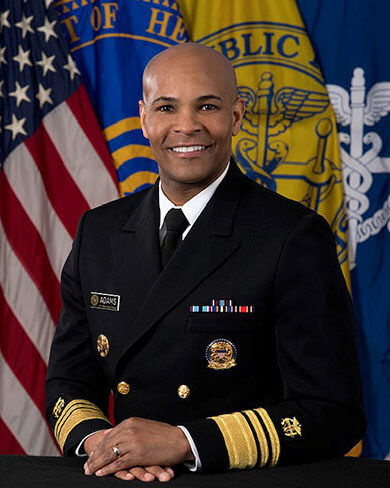
Jerome Adams (2019)

Jerome Michael Adams (* 22. September 1974 in Saint Mary’s County, Maryland) ist ein amerikanischer Facharzt für Anästhesiologie und war vom 5. September 2017 bis 21. Januar 2021 als Surgeon General of the United States Leiter des United States Public Health Service.

## Leben
Adams wuchs in Mechanicsville, Maryland, auf und besuchte die öffentliche Chopticon High School. An der University of Maryland, Baltimore County erwarb Adams Bachelorabschlüsse in Biochemie und Biopsychologie; an der University of California, Berkeley erhielt er einen Master in Public Health.
Sein Medizinstudium an der Indiana University wurde durch ein Stipendium der Eli Lilly and Company gefördert. Sein praktisches Jahr in der Inneren Medizin absolvierte er zwischen 2002 und 2003 am St. Vincent’s Hospital in Indianapolis. Die sich anschließende ärztliche Weiterbildung als Anästhesist (2003–2006) absolvierte er ebenfalls an der Indiana University.
2014 wurde er Gesundheitskommissar des US-Bundesstaates Indiana (Indiana State Health Commissioner). Zunächst ernannt vom damaligen Gouverneur Mike Pence, wurde Adams vom neugewählten Gouverneur Eric Holcomb 2017 in diesem Amt bestätigt, das er bis zum September desselben Jahres ausübte.
Am 29. Juni 2017 wurde Adams von Präsident Donald Trump für das Amt des Surgeon General of the United States nominiert. Der Senat der Vereinigten Staaten bestätigte ihn am 3. August desselben Jahres. Die Amtsübernahme folgte am 5. September 2017. Als Surgeon General of the United States steht er im Rang eines Vizeadmirals.
Er ist verheiratet und hat drei Kinder.